# Christian Salmon
Pour les articles homonymes, voir Salmon.
 (novembre 2024).
Christian Salmon est un écrivain et chercheur français contemporain.
Après avoir été l'assistant de Milan Kundera, il fonde en 1993 le Parlement international des écrivains et le Réseau des villes refuges pour accueillir les écrivains persécutés dans leur pays. En 2007, son livre Storytelling, la machine à fabriquer des histoires et à formater les esprits révèle l'importance des nouveaux usages du récit dans la communication politique, le management et le marketing qu'il décrit comme un « nouvel ordre narratif ». En 2017, il publie un roman, Le Projet Blumkine, fruit de trente années de recherches.

## Biographie
Christian Salmon est membre, de 1982 à 2016, du Centre de recherches sur les arts et le langage (CNRS-EHESS) où ses travaux ont trait à la théorie du roman, à la censure de la fiction et aux nouveaux usages du récit. Il est l'assistant de Milan Kundera de 1982 à1988.
En 1991, il prend la direction du Carrefour des littératures européennes de Strasbourg (CLES) qui se prolonge en 1993 par la création du Parlement international des écrivains, association de solidarité avec les écrivains persécutés qu'il fonde avec l'appui de plusieurs centaines d'écrivains et d'intellectuels des cinq continents. Le bureau exécutif compte Adonis, Breyten Breytenbach, Jacques Derrida, Édouard Glissant, Salman Rushdie et Pierre Bourdieu. L'association crée un réseau de villes-refuges, tout en engageant des enquêtes et des recherches sur les nouvelles formes de censure. Il se dote de deux instruments de diffusion : une revue internationale, Autodafé, éditée simultanément en huit langues, et un site Internet qui entend favoriser la traduction et la circulation des œuvres censurées. En 2003, à la suite d'un voyage controversé en Palestine et Israël, le Parlement international des écrivains s’auto-dissout au profit du Réseau international des villes-refuges et de sa revue Autodafé. L'expérience est racontée par Christian Salmon dans un livre d'entretiens avec Joseph Hanimann, Devenir minoritaire et dans son essai Tombeau de la fiction.
En 2000, il publie Censure ! Censure !, qui est adapté au théâtre par Thierry Bedard sous le titre Cours de narratologie à l’usage des juges et des censeurs.
En 2007, son livre Storytelling, la machine à fabriquer des histoires et à formater les esprits décrit l'impact des nouveaux usages du récit dans la communication politique, le management et le marketing. Traduit en une dizaine de langues, (anglais, coréen, espagnol, grec, italien, roumain, serbe...) il est devenu un classique de la communication[source insuffisante]. Il est commenté dans la presse internationale par El Pais, The Independent, The Financial Times, The Washington Post et The Los Angeles Times et fait l'objet d'une abondante revue de presse en France. L'agence Capa réalise un documentaire sur ce livre et le diffuse sur la chaîne de télévision française Canal+.
En 2010, il publie Kate Moss Machine qui étend à l'univers de la mode son enquête sur le « nouvel ordre narratif ». Cet essai fait l'objet d'une édition illustrée aux États-Unis aux éditions Harper Collins sous le titre Kate Moss, the making of an icon. En 2013, il reçoit le prix de l'essai de L'Express pour La Cérémonie cannibale, de la performance politique.
Il donne de nombreuses chroniques au quotidien Le Monde, pour lequel il suit l'élection présidentielle américaine en 2008 et française en 2012. De 2014 à 2020, il a été chroniqueur à Mediapart et depuis mars 2021 à Slate.fr où il suit chaque semaine la campagne électorale 2022.

## Publications
- Le Rêve mathématique de Nicolaï Boukharine, Paris, Le Sycomore, 1980
- Tombeau de la fiction, Paris, éditions Denoël, 1999
- Censure !, Censure !, éditions Stock, 2000
- Devenir minoritaire. Pour une politique de la littérature, entretiens avec Joseph Hanimann, Paris, éditions Denoël, 2003
- Verbicide, Actes Sud-Babel, 2007
- Storytelling, la machine à fabriquer des histoires et à formater les esprits, Paris, La Découverte, 2007
- Storytelling saison 1 : Chroniques du monde contemporain, Paris, Les prairies ordinaires, 2009
- Kate Moss Machine, Paris, La Découverte, 2010
- Ces histoires qui nous gouvernent, Paris, J.C. Gawzewitch, 2012
- La Cérémonie cannibale, de la performance politique, Paris, Fayard, 2013 ; rééd. en poche coll. « Pluriel » Prix de l'essai[15] 2013.
- Les Derniers Jours de la Ve République, Paris, Fayard, 2014
- Le Projet Blumkine Paris, La Découverte, 2017
- L'Ère du clash, Paris, Fayard, 2019, 384 p. (ISBN 978-2-213-67754-5)
- La Tyrannie des bouffons, Paris, Les Liens qui Libèrent, 2020, 224 p. (ISBN 979-10-209-0898-8)
- L'art du silence, Paris, Les Liens qui Libèrent, 2022
- L'Empire du discrédit, Paris, Les Liens qui Libèrent, 2024

### En collaboration
- « Entretiens avec Milan Kundera », Paris Review, repris in L’Art du roman, Gallimard, 1986
- À bâtons rompus, avec Bohumil Hrabal, Paris, Criterion, 1991
- Le Désir d’Europe, Les cahiers du Carrefour des littératures européennes de Strasbourg. La Différence, CLES, 1992
- Autodafé, la revue du Parlement international des écrivains, Denoël, publiée de 2001 à 2005 simultanément en anglais, espagnol, portugais, italien, grec, russe